# RE引擎
RE引擎（日语：REエンジン）是卡普空自第八世代遊戲機時期開始研發的私家游戏引擎，發展下亦支援第九世代遊戲機。RE引擎的開發是從2015年4月和遊戲專案同步起跑，耗時一年半開發，可說是配合《生化危機7 惡靈古堡》所量身打造的新引擎。除了供引擎的首作《生化危機7 惡靈古堡》使用外，最初便打算作為自家其他遊戲的通用引擎，現在已有《生化危機2 重製版》、《惡魔獵人5》等採用。

## 歷史
卡普空曾經使用MT Framework製作了不少出色的遊戲作品，但在開發《生化危機7 惡靈古堡》時候因為遊戲平台升級到了PlayStation 4和Xbox One，也考慮對應PlayStation VR，MT Framework不能滿足需求且耗費更多的時間和資金。為了製作出能夠接近於電影般真實的畫面，在開發《生化危機7 惡靈古堡》時，開發團隊開始打造全新的遊戲引擎RE引擎。
2019年9月，卡普空在東京和大阪召開RE引擎技術研討會，並於10月在網路上公開影片。
2023年，卡普空宣布研發次世代的RE引擎，代號REX。

## 引擎特性
- 支援現代PC以及PlayStation 4及Xbox One遊戲主機平台，卡普空表示本引擎也支援次世代PlayStation 5以及Xbox Series X平台。
- 基於模組化設計，渲染、物理、網路服務、後處理、音效、界面、流程控制、AI等模組可任意視專案需求抽換[4]。
- 採實時所見及所得設計，亦可在編輯時直接執行。
- 遊戲測試與編譯時間大幅縮短，在特定條件下可比MT Framework快數十倍，據卡普空表示，節省下來的時間可以用來提高遊戲品質。
- 降低遊戲Bug發生機率，亦降低遊戲執行時崩潰機率。
- 導入Asset的概念，在遊戲資源中應用Metadata。
- 遊戲腳本編程採用C#語言。
- 遊戲資源專案為樹狀結構編排，亦支援遊戲資源重載與異步更新。
- 可直接產生終端平台的Library。
- 即使Runtime崩潰，編輯器也能繼續運行。
- 多人協同運作採用TCP/IP通信同步。
- 支援即時釋放記憶體與垃圾回收機制，可更高效利用記憶體。
- 部分元件與視覺效果移植自MT Framework並大幅優化。
- 中介層直接集成於引擎中。

## 使用RE引擎的遊戲
| 遊戲名稱                     | 首發日        | 平台                             | 平台                        | 平台   | 平台                           | 平台 |
| 遊戲名稱                     | 首發日        | 微软                             | 索尼                        | 任天堂 | 其他                           |      |
| ---------------------------- | ------------- | -------------------------------- | --------------------------- | ------ | ------------------------------ | ---- |
| 《生化危機7 惡靈古堡》       | 2017年1月24日 | Windows Xbox Series X/S Xbox One | PlayStation 5 PlayStation 4 | Switch | Google Stadia Amazon Luna      |      |
| 《生化危機2 重製版》         | 2019年1月25日 | Windows Xbox Series X/S Xbox One | PlayStation 5 PlayStation 4 | Switch | Amazon Luna                    |      |
| 《惡魔獵人5》                | 2019年3月8日  | Windows Xbox Series X/S Xbox One | PlayStation 5 PlayStation 4 | -      | Amazon Luna                    |      |
| 《生化危機3 重製版》         | 2020年4月3日  | Windows Xbox Series X/S Xbox One | PlayStation 5 PlayStation 4 | Switch | Amazon Luna                    |      |
| 《卡普空街機博物館》         | 2021年2月21日 | Windows Xbox One                 | PlayStation 4               | Switch | Amazon Luna                    |      |
| 《經典回歸 魔界村》          | 2021年2月25日 | Windows Xbox One                 | PlayStation 4               | Switch | -                              |      |
| 《魔物獵人 崛起》            | 2021年3月26日 | Windows Xbox Series X/S Xbox One | PlayStation 5 PlayStation 4 | Switch | -                              |      |
| 《惡靈古堡 村莊》            | 2021年5月7日  | Windows Xbox Series X/S Xbox One | PlayStation 5 PlayStation 4 | Switch | Google Stadia macOS iOS iPadOS |      |
| 《卡普空街機博物館2》        | 2022年7月22日 | Windows Xbox One                 | PlayStation 4               | Switch | -                              |      |
| 《生化危機4 重製版》         | 2023年3月24日 | Windows Xbox Series X/S          | PlayStation 5 PlayStation 4 | -      | macOS iOS iPadOS               |      |
| 《快打旋風6》                | 2023年6月2日  | Windows Xbox Series X/S          | PlayStation 5 PlayStation 4 | -      | 大型電玩                       |      |
| 《幽灵诡计（復刻版）》       | 2023年6月30日 | Windows Xbox One                 | PlayStation 4               | Switch | iOS iPadOS Android             |      |
| 《Exoprimal》                | 2023年7月14日 | Windows Xbox Series X/S Xbox One | PlayStation 5 PlayStation 4 | -      | -                              |      |
| 《逆转裁判456 王泥喜精選集》 | 2024年1月25日 | Windows Xbox One                 | PlayStation 4               | Switch | -                              |      |
| 《龙之信条2》                | 2024年3月22日 | Windows Xbox Series X/S          | PlayStation 5               | -      | -                              |      |
| 《國津神：女神之道》         | 2024年7月19日 | Windows Xbox Series X/S Xbox One | PlayStation 5 PlayStation 4 | -      | -                              |      |
| 《死亡復甦 豪華復刻版》      | 2024年9月19日 | Windows Xbox Series X/S          | PlayStation 5               | -      | -                              |      |
| 《魔物獵人 荒野》            | 2025年2月28日 | Windows Xbox Series X/S          | PlayStation 5               | -      | -                              |      |
| 《惡靈古堡 安魂曲》          | 2026年2月27日 | Windows Xbox Series X/S          | PlayStation 5               | -      | -                              |      |
| 《鬼武者 劍之道》            | 2026年        | Windows Xbox Series X/S          | PlayStation 5               | -      | -                              |      |
| 《虛實萬象》                 | 2026年        | Windows Xbox Series X/S          | PlayStation 5               | -      | -                              |      |
| 《大神2》                    | 未定          | -                                | -                           | -      | -                              |      |